# Гирін Віталій Миколайович
Віталій Миколайович Гирін (Гірін) (5 вересня 1936, Лубни — 3 березня 2002, Київ) — український науковець-вірусолог, державний діяч, педагог. Доктор медичних наук (1982), професор (1985). Заслужений діяч науки і техніки України (1994). Дослідник інфекційних захворювань, ентеровірусів, ротавірусів, вірусу імунодефіциту людини.
Протягом 15 років — співробітник Міністерства охорони здоров'я УРСР (1969—1984), з яких 6 років — заступник міністра. Майже 20 років — ректор та реформатор Київського державного інституту удосконалення лікарів (пізніше реорганізованого у Київську медичну академію післядипломної освіти імені П. Л. Шупика; 1984—2002), паралельно — засновник та завідувач кафедри вірусології. Автор понад 200 наукових робіт, учень професора Сергія Дяченка.

## Життєпис
Народився 5 вересня 1936-го року у місті Лубни на Полтавщині.
У 1960-му році закінчив санітарно-гігієнічний факультет Київського медичного інституту. Послідовник київської наукової школи мікробіологів і вірусологів, учень професора Сергія Дяченка. Відтоді ж — лікар, пізніше головний санітарний лікар Васильківського району Київської області.
У 1964-му році вступив до аспірантури Київського науково-дослідного інституту інфекційних хвороб, яку закінчив за фахом «Вірусологія» у 1967-му році. Тоді ж здобув науковий ступінь кандидата медичних наук, захистивши дисертацію на тему «Адаптация вирусов Коксаки подгруппы А к перевиваемым клеточным линиям и изучение их взаимодействия с клетками». Вперше у світі виконав цикл досліджень на цю тему.
З 1969-го року — заступник начальника, пізніше начальник Управління навчальних закладів Міністерства охорони здоров'я УРСР (МОЗ). Паралельно — доцент кафедри мікробіології Київського медичного інституту.
З 1978-го року — заступник міністра охорони здоров'я УРСР Анатолія Романенка. У 1982-му році здобув науковий ступінь доктора медичних наук, захистивши дисертацію на тему «Ентеровіруси у стічних водах та наукове обґрунтування способів деконтамінації»

У 1984-му році залишив МОЗ та обійняв посаду ректора Київського державного інституту удосконалення лікарів (КДІУЛ). 

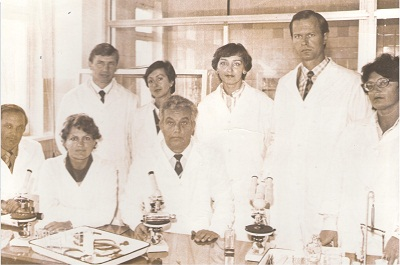
Перший професорсько-викладацький і науковий склад кафедри вірусології; в центрі сидить професор Віталій Гирін; позаду нього, третя — майбутня професор Ірина Дзюблик

 За 18 років на цій посаді став реформатором інституту. Під керівництвом Віталія Гиріна були створені понад 20 нових кафедр, побудовані теоретичний корпус та гуртожиток, розширена та вдосконалена матеріально-технічна база інституту. У 1996-му році КДІУЛ був реорганізований у Київську медичну академію післядипломної освіти, якій через два роки було присвоєно ім'я визначного науковця Платона Шупика.
У 1985-му році затверджений у вченому званні професора. Відтоді ж — засновник та завідувач першої в Україні кафедри вірусології в системі післядипломної освіти лікарів. Після Чорнобильської катастрофи брав участь у ліквідації її наслідків, вирішував прикладні проблеми інфекційної патології населення України. Разом з колегами створив комплексні біосорбційні препарати для еферентної терапії кишкових інфекційних захворювань.

Могила Віталія Гиріна, Байкове кладовище

Автор понад 200 наукових робіт. Дослідник інфекційних захворювань, ентеровірусів, ротавірусів, вірусу імунодефіциту людини, якому присвятив декілька масштабних медичних робіт. Науковий керівник та консультант близько 10 докторів та кандидатів наук. Серед учнів Віталія Гиріна — науковці Ірина Дзюблик, Іван Зозуля тощо.
Дружина — лікарка-терапевт, доктор медичних наук Ольга Гиріна (нар. 1947).
У 1994-му році нагороджений званням «Заслужений діяч науки і техніки України». Працював до останніх днів життя. Помер після хвороби у 65-річному віці 3 березня 2002-го року. Похований на Байковому кладовищі (ділянка № 49а, 50°25′1.50″ пн. ш. 30°30′6.20″ сх. д. / 50.4170833° пн. ш. 30.5017222° сх. д.).

## Науковий доробок (частковий)
- «Для тех, кто мечтает стать врачом»: [пособие для абитуриентов мед. вузов] / Б. П. Крыштопа, В. Н. Гирин. — Киев: Здоров'я, 1976. — 135 с.
- «Методические рекомендации по выделению энтеровирусов из сточных вод при помощи бентонита»: Утв. Учен. мед. советом М-ва здрав. УССР 30/VIII 1977 г. / М-во здрав. УССР. — Киев: [б. и.], 1977. — 21 с.; 20 см.
- «Методические рекомендации по проведению лабораторного контроля за эффективностью работы малогабаритных очистных установок и сооружений третичной очистки» / М-во здравоохранения УССР ; [Разраб. Е. И. Гончаруком, С. И. Гаркавым, В. Н. Гириным и др.]. — Киев: б. и., 1979. — 20 с.; 20 см.
- Республиканская конференция молодых ученых-медиков УССР, 2-я: тез. докл. / М-во здравоохр. Украины, Львов. гос. мед. ин-т ; [редкол.: В. Н. Гирин и др.]. — Львов: [б. в.], 1979. — 224 с.
- «Санитарно-бактериологическое и вирусологическое исследование воды» / [В. Н. Гирин, Л. В. Григорьева, Л. Ф. Ерусалимская и др.]; Под ред. В. Н. Гирина, Л. В. Григорьевой. — Киев: Здоров'я, 1981. — 176 с. : ил.; 21 см.
- «Здравоохранение Украины в братской семье народов СССР» / [В. Н. Гирин, А. А. Грандо, Ю. В. Вороненко и др.]; Под ред. В. Н. Гирина. — Киев: Здоров'я, 1982. — 168 с. : ил.; 20 см.
- «Что мы знаем о СПИДе» / В. Н. Гирин, В. Г. Порохницкий. — Киев: Здоров'я, 1988. — 37,[1] с.; 17 см.
- «Экология энтеровирусов» / [В. И. Бондаренко, В. Н. Гирин, Л. В. Григорьева и др.]; Под ред. В. И. Бондаренко, В. Н. Гирина. — Киев: Здоров'я, 1988. — 165,[2] с. : ил.; 21 см.
- «Что мы знаем о СПИДе» / В. Н. Гирин, В. Г. Порохницкий. — 2-е изд., перераб. и доп. — Киев: Здоров'я, 1989. — 45,[2] с.; 20 см.
- «Синдром приобретенного иммунодефицита» / В. Н. Гирин, Г. Н. Липкан, В. Г. Порохницкий. — Киев: Здоров'я, 1991. — 141,[2] с. : ил.; 20 см.
- «Посібник з медичної вірусології»: навч. посіб. / В. М. Гирін, В. Г. Порохницький, С. Г. Вороненко [та ін.]; ред. В. М. Гирін. — Київ: Здоров'я, 1995. — 368 с.
- «Епідеміологія»: підручник для студ. вищих мед. закл. освіти ІІІ-IV рівнів акредитації та лікарів-інтернів / К. М. Синяк, В. М. Гирін. — К. : Здоров'я, 1998. — 480 с.
- «Ротавірусний гастроентерит» / Гирін В. М., Дзюблик І. В. // Укр. мед. часопис. — 1998. — № 2. — С. 146—150.
- «Епідеміологія з основами медичної паразитології»: підручник для студ. вищих мед. навч. закл. І- ІІ рівнів акредитації / К. М. Синяк, В. М. Гирін ; ред. К. М. Синяк, В. М. Гирин. — К. : Здоров'я, 2001. — 630 с.
- «Вірусний гепатит В у новонароджених дітей»: навчально-методичний посібник / За ред. Гиріна В. М. — К., 2001. — 90 с.

### Авторські свідоцтва на винаходи (у співавторстві)
- 1989 — «Способ получения ротавирусных антигенов»
- 1994 — «Склад, що має протипухлинну активність»
- 1996 — «Сапоніт»
- 1998 — «Вакцина ротавірусна інактивована для імунізації тварин»